# Ньюаркский атлет
«Ньюаркский атлет» (англ. Newark Athlete) — немой короткометражный документальный фильм, снятый киностудией Томаса Эдисона. В фильме был впервые снят профессиональный атлет. Премьера состоялась в США в июне 1891 года. В 2010 году включён в Национальный реестр фильмов.
В этом коротком «микрофильме» атлет выполняет кручение атлетических булав перед камерой.  Этот фильм, как и другие первые фильмы киностудии Эдисона, являлся скорее демонстрацией возможностей кино будущего а не полноценным произведением. Фильм показывает направление движения кино в сторону развлечений и демонстрирует принятие такой формальной единицы кино как небольшое театральное представление.
Название фильма придумал сам Эдисон. Первоначально он предполагал что фильм понравится людям, но реакция на показ в лаборатории превозошла все ожидания. Приглашенные репортеры кричали и смеялись. На премьере присутствовал и снимавшийся атлет, которому задали много вопросов.